# Terra Chã
Terra Chã ist eine Gemeinde (Freguesia) im portugiesischen Kreis (Município) Angra do Heroísmo auf der Azoren-Insel Terceira. In ihr leben 2888 Einwohner (Stand 19. April 2021).